# Commanderie d'Astros
La commanderie d'Astros est une ancienne commanderie de l'ordre du Temple qui fut dévolue aux Hospitaliers de l'ordre de Saint-Jean de Jérusalem. Elle est située dans le département du Var, en région Provence-Alpes-Côte d'Azur, sur la commune de Vidauban.

## Histoire

### Les Templiers
Au XIIe siècle, les Templiers s'installent dans la plaine de l'Argens sur une terre qu'ils acquièrent auprès des vicomtes de Marseille. En 1220 Bertrand et Jourdan de Vidauban donnent des biens à l’ordre des Templiers, lesquels formeront plus tard la commanderie d’Astros, dépendant de la commanderie du Ruou. Puis, en 1232, ils leur font don de ce qui devient la bastide du Temple d'Astros (de Strolis).

### Les Hospitaliers
Les Hospitaliers de l'ordre de Saint-Jean de Jérusalem leur succèdent en 1314 sous Philippe le Bel. Les anciens biens du Temple dépendent alors de la commanderie de Marseille puis en 1637, l'Ordre qui s'est depuis établi à Malte, décide de l'ériger au rang de commanderie,. À la révolution française, le domaine et la bâtisse sont vendus comme bien national.

### Bien national
En 1802, Napoléon Bonaparte ordonne la vente aux enchères du domaine en raison de mauvais paiement par leurs acquéreurs sous la révolution. Maximin Martin, membre d'une famille d'industriels marseillais protestants, propriétaires de savonneries, se porte acquéreur du domaine. Marc-Maximin Martin, son petit-fils, fait édifier en 1860 une construction inspirée des villas italiennes. Sans descendance, il lègue ses biens au petit-fils de son cousin germain Joseph Maurel, grand-père de l'actuel propriétaire.
Le domaine de la commanderie d'Astros, route de Lorgues a bénéficié d'une protection au titre des monuments historiques par arrêté du 17 avril 2009 : 
- le vieux château et ses dépendances[8] ;
- commanderie de Templiers[9], Château fort dit le Château Vieux[10],[11] ;
- le pigeonnier[12] ;
- la chapelle Saint-Lambert[13],[14] ;
- les parties du canal d'irrigation, y compris les ponts-aqueducs[15] ;
- le château neuf et ses dépendances[16],[17] ;
- le parc du château neuf, y compris son mur de clôture et le square des Quatre-Saisons[18] ;
- l'allée de platanes bordant la départementale[19] ;
- les parties du canal d'irrigation[20].
- Le parc du château d'Astros[21].

## Description
Il s'agit d'une demeure inspirée d'une architecture italienne avec une façade ornée, de belles symétries de fenêtres et de pilastres, avec deux tourelles à poivrière à l'arrière et une large terrasse surélevée.

## Anecdotes
En 1893 à Toulon, durant les beaux jours de l'alliance franco-russe, une escadre russe débarqua dans la rade à la suite d'une invitation lancée deux ans plus tôt. La population pu visiter les navires, et madame Reynad-Martin reçut une délégation de marins russes dans son château, dont un officier parlait le français. Parmi les sujets de conversation va figurer celui des chapelles démontables des navires russes, et par extension celui de la foi des habitants du village. Marquée par cet événement, madame Reynad-Martin participera au financement des travaux de l'église de Vidauban, à savoir la statue de la Vierge, la réfection du pavage et la reconstruction du clocher à la forme bulbeuse accompagné une grosse cloche surnommée Joséphine ,.
Les extérieurs du film le Château de ma mère de Marcel Pagnol ont été tournés dans ce château puisqu'en 1990, le Château de la Buzine était en piteux état. Le château d'Astros a alors été choisi pour les scènes du film.
Le domaine agricole de 600 hectares est composé d'un verger d'environ 10 000 pommiers d'une douzaine de variétés différentes.